# Jan Tyrawa
Jan Karol Tyrawa (ur. 4 listopada 1948 w Kuźnicach Świdnickich) – polski duchowny rzymskokatolicki, doktor nauk teologicznych, biskup pomocniczy wrocławski w latach 1988–2004, biskup diecezjalny bydgoski w latach 2004–2021, od 2021 biskup senior diecezji bydgoskiej.
Święcenia prezbiteratu przyjął w 1973. Doktorat z teologii uzyskał na Katolickim Uniwersytecie Lubelskim. Był ojcem duchownym w Metropolitalnym Wyższym Seminarium Duchownym we Wrocławiu i adiunktem w Katedrze Teologii Dogmatycznej Papieskiego Wydziału Teologicznego we Wrocławiu. W 1988 został biskupem pomocniczym wrocławskim, a w 2004 otrzymał nominację na pierwszego biskupa diecezjalnego nowo ustanowionej diecezji bydgoskiej. W 2021 złożył rezygnację z urzędu po przeprowadzeniu przez Stolicę Apostolską postępowania dotyczącego sygnalizowanych zaniedbań hierarchy w prowadzeniu spraw o nadużycia seksualne niektórych podległych mu duchownych na szkodę osób małoletnich.

## Życiorys
Urodził się 4 listopada 1948 w Kuźnicach Świdnickich (obecnie Boguszów-Gorce). W 1966 ukończył Liceum Ogólnokształcące nr 3 w Wałbrzychu i uzyskał świadectwo dojrzałości. W latach 1966–1973 odbył studia filozoficzno-teologiczne w Metropolitalnym Wyższym Seminarium Duchownym we Wrocławiu, przerwane na czas odbycia zasadniczej służby wojskowej w Szczecinie-Podjuchach w latach 1967–1969. Magisterium z teologii uzyskał w 1973 na Papieskim Wydziale Teologicznym we Wrocławiu. Wyświęcony na prezbitera został 26 maja 1973 w archikatedrze św. Jana Chrzciciela we Wrocławiu przez kardynała Bolesława Kominka, miejscowego arcybiskupa metropolitę. Inkardynowany został do archidiecezji wrocławskiej. W latach 1974–1980 kontynuował studia na Wydziale Teologicznym Katolickiego Uniwersytetu Lubelskiego, gdzie w 1976 uzyskał licencjat, a w 1980 doktorat na podstawie dysertacji Nauka Wojciecha Nowopolczyka o Eucharystii. W latach 1985–1986 realizował stypendium naukowe w Paderborn.
W latach 1973–1974 pracował jako wikariusz i katecheta w parafii św. Stanisława i św. Wacława w Świdnicy. W latach 1988–1993 był proboszczem parafii Bożego Ciała we Wrocławiu, a w 2001 pełnił funkcję wpierw administratora, a następnie proboszcza parafii Ducha Świętego we Wrocławiu.
W latach 1980–1985 pełnił funkcję ojca duchownego w Metropolitalnym Wyższym Seminarium Duchownym we Wrocławiu. W 1980 został wykładowcą na Papieskim Wydziale Teologicznym we Wrocławiu, gdzie objął stanowisko adiunkta w Katedrze Teologii Dogmatycznej, a w latach 1981–1988 sprawował urząd sekretarza. Wszedł w skład kolegium redakcyjnego „Colloquium Salutis”.
24 września 1988 papież Jan Paweł II mianował go biskupem pomocniczym archidiecezji wrocławskiej ze stolicą tytularną Nova Sinna. Święcenia biskupie otrzymał 5 listopada 1988 w archikatedrze św. Jana Chrzciciela we Wrocławiu. Udzielił mu ich kardynał Henryk Gulbinowicz, arcybiskup metropolita wrocławski, w asyście wrocławskich biskupów pomocniczych: Tadeusza Rybaka, Adama Dyczkowskiego i Józefa Pazdura. Jako zawołanie biskupie przyjął słowa „Crux ave spes unica” (Witaj Krzyżu, jedyna nadziejo). W 1989 objął urząd wikariusza generalnego archidiecezji. Zajmował się duszpasterstwem świeckich i młodzieży, a także był cenzorem wydawnictw religijnych i egzaminatorem prosynodalnym. Należał do rady kapłańskiej i rady konsultorów. W 1989 został kanonikiem kapituły katedralnej. Był przewodniczącym komisji głównej synodu wrocławskiego i sekretarzem generalnym komitetu organizacyjnego międzynarodowego kongresu eucharystycznego we Wrocławiu.
24 lutego 2004 decyzją Jana Pawła II został przeniesiony na urząd biskupa diecezjalnego nowo ustanowionej z dniem 25 marca 2004 diecezji bydgoskiej. Ingres do katedry bydgoskiej, w trakcie którego kanonicznie objął diecezję, odbył 28 marca 2004. W 2020 w procesie wytoczonym przez byłego ministranta molestowanego w dzieciństwie przez księdza archidiecezji wrocławskiej Pawła Kanię przeciwko kuriom wrocławskiej i bydgoskiej zapadł prawomocny wyrok, w którym sąd ustalił, że pomimo wiedzy na temat pedofilnych zachowań księdza i postępowania przeciwko niemu o posiadanie dziecięcej pornografii (za co ostatecznie został skazany) hierarcha umożliwił mu kontynuowanie działalności duszpasterskiej (w tym pracę z dziećmi i młodzieżą) w diecezji bydgoskiej. 12 maja 2021 Nuncjatura Apostolska w Polsce poinformowała, że Stolica Apostolska zgodnie z motu proprio Vos estis lux mundi przeprowadziła postępowanie dotyczące sygnalizowanych jego zaniedbań w prowadzeniu spraw o nadużycia seksualne na szkodę osób małoletnich ze strony niektórych podległych mu duchownych. W następstwie postępowania, mając też na względzie inne trudności w zarządzaniu diecezją, złożył rezygnację z urzędu, którą tego dnia przyjął papież Franciszek.
W ramach Konferencji Episkopatu Polski został członkiem Komisji „Iustitia et Pax”, Rady ds. Kultury i Ochrony Dziedzictwa Kulturowego oraz Rady ds. Środków Społecznego Przekazu. Objął również funkcje: przedstawiciela Konferencji Episkopatu Polski dla kontaktów z Konferencją Episkopatu Austrii, asystenta Konferencji Episkopatu Polski ds. Radia i Telewizji Niepokalanów. Ponadto wszedł do Rady Programowej Katolickiej Agencji Informacyjnej oraz Rady Nadzorczej Fundacji Opoka. Z ramienia Episkopatu Polski został także członkiem Komitetu Organizacyjnego Środkowoeuropejskiego Dnia Katolików.
W 2009 był współkonsekratorem podczas sakry biskupiej nuncjusza apostolskiego w Kongu Jana Pawłowskiego.
W 2016 został przyjęty do Rycerskiego i Szpitalnego Zakonu św. Łazarza z Jerozolimy obediencji orleańskiej i do 2022 pełnił w nim funkcję przeora duchowego Wielkiego Przeoratu Polski.
W Wojsku Polskim otrzymał awanse na stopnie kapitana (1997), majora (2013) i podpułkownika (2017).
W 2018 otrzymał medal „Błogosławionego ks. Jerzego Popiełuszki”, przyznany przez biskupa polowego Wojska Polskiego Józefa Guzdka.